# 安里猛
安里 猛（あさと たけし、1952年〈昭和27年〉1月29日 - ）は、日本の政治家。元沖縄県宜野湾市長（1期）。

## 経歴
現在の沖縄県宜野湾市普天間出身。琉球政府立普天間高等学校卒。1972年〈昭和47年〉宜野湾市役所に入る。教育委員会勤務、企画部次長などを経て、2004年〈平成16年〉助役、2008年〈平成20年〉副市長に就任。
2010年〈平成22年〉の宜野湾市長選挙に立候補し、初当選する。市長は1期務め、2012年〈平成22年〉任期半ばで市長を退任した。